# Justen Glad
Justen Thomas Glad (Pasadena, 28 de febrero de 1997) es un futbolista profesional estadounidense que juega como defensa del Real Salt Lake de la Major League Soccer.

## Carrera

### Profesional
Nacido en Pasadena, California Glad se mudó con su familia a Seattle antes de finalmente establecerse en Tucson, Arizona donde creció jugando al fútbol. Se unió a la Real Salt Lake Arizona Academy en 2012. El 7 de abril de 2014, Glad firmó un contrato local con el Real Salt Lake, lo que lo convierte en el séptimo fichaje local en la historia del club. Hizo su debut profesional en abril de 2015 para el club afiliado de la USL Real Monarchs SLC y anotó su primer gol en el empate 1-1 contra Portland Timbers 2.
Glad hizo su debut en la Major League Soccer a la edad de 18 años con Real Salt Lake en junio de 2015. Glad se convirtió en titular habitual con Real Salt Lake en 2016, fue titular en 27 partidos de la MLS y fue nombrado defensor del año de RSL 2016.

### Internacional
Glad fue miembro del equipo sub-17 que compitió en el Campeonato Sub-17 de CONCACAF 2013. También representó a los Estados Unidos en el nivel de menores de 18 años. Glad jugó con la selección nacional de Estados Unidos sub-20 en la Copa Mundial Sub-20 de la FIFA 2017. El 8 de enero de 2018, Glad recibió una convocatoria de la selección nacional masculina de fútbol de Estados Unidos para un amistoso contra Bosnia y Herzegovina. Glad fue incluido en la lista final de 20 jugadores sub-23 de Estados Unidos para el Campeonato de Clasificación Olímpica Masculina de la CONCACAF 2020 en marzo de 2021.

## Clubes
| Club           | País           | Año             |
| -------------- | -------------- | --------------- |
| Real Salt Lake | Estados Unidos | 2014-actualidad |
| Real Monarchs  | Estados Unidos | 2015-2019       |